# Кяхяри (район Турку)
Кя́хяри (фин. Kähäri) — один из районов города Турку, входящий в округ Лянсикескус.

## Географическое положение
Район расположен к северо-западу от центральной части Турку.

## Население
В 2007 году в районе проживало 946 человек. В 2004 году численность население района составляла 934 человека, из которых дети моложе 15 лет — 17,77 %, а старше 65 лет — 19,27 %. Финским языком в качестве родного владели 93,47 %, шведским — 4,93 %, а другими языками — 1,61 % населения района.